# Rue Wickram
La rue Wickram est une voie de la commune française de Colmar.

## Situation et accès
Cette voie de circulation, d'une longueur de 140 m, se trouve dans le quartier centre.
On y accède par les rues Turenne et des Écoles.
Cette voie n'est pas desservie par les bus de la TRACE.

## Bâtiments remarquables et lieux de mémoire
Dans cette rue se trouvent des édifices remarquables[Lesquels ?].

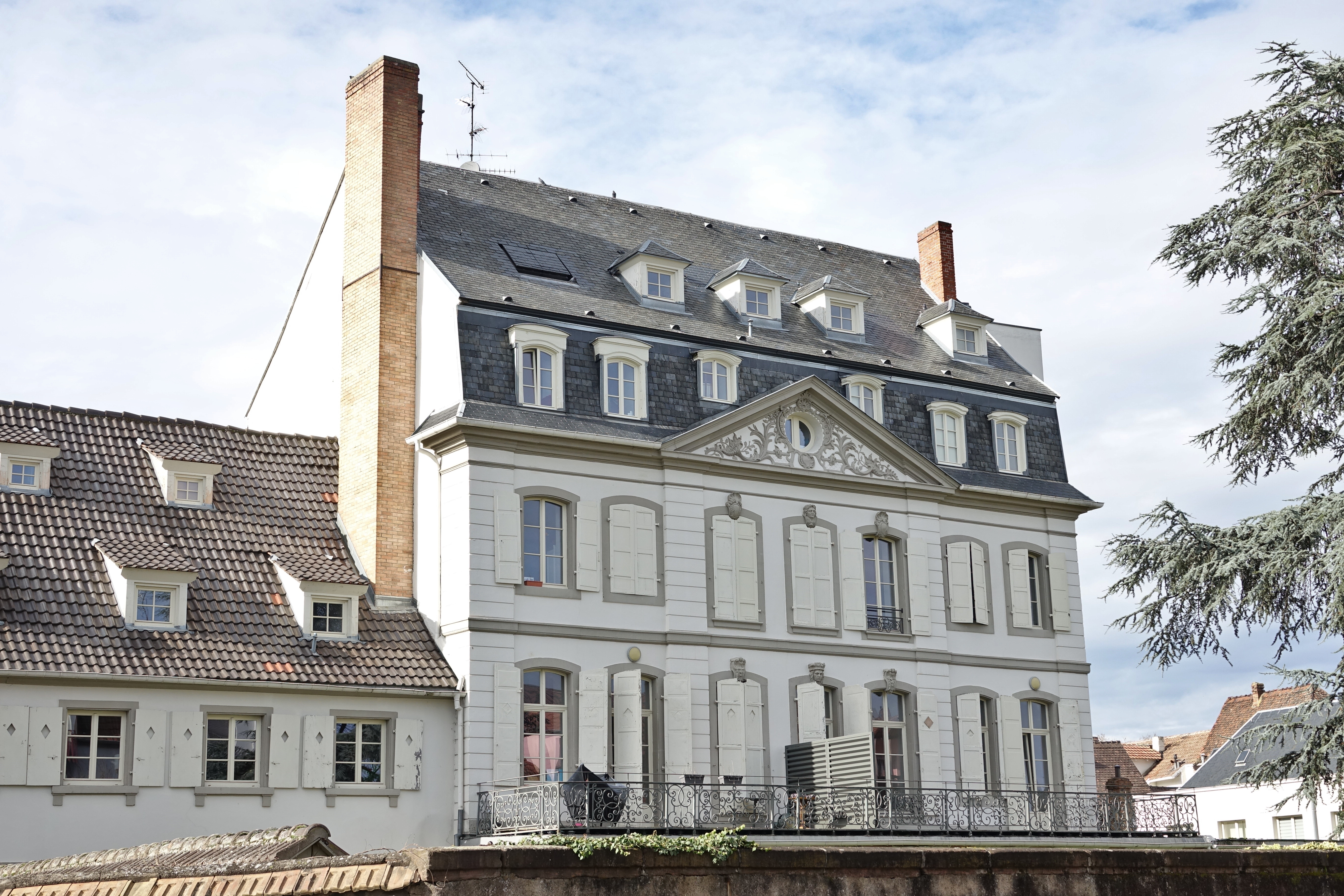
Maison datant de la seconde moitié du XVIIIe siècle.